# Регулювання використання пестицидів в Європейському Союзі

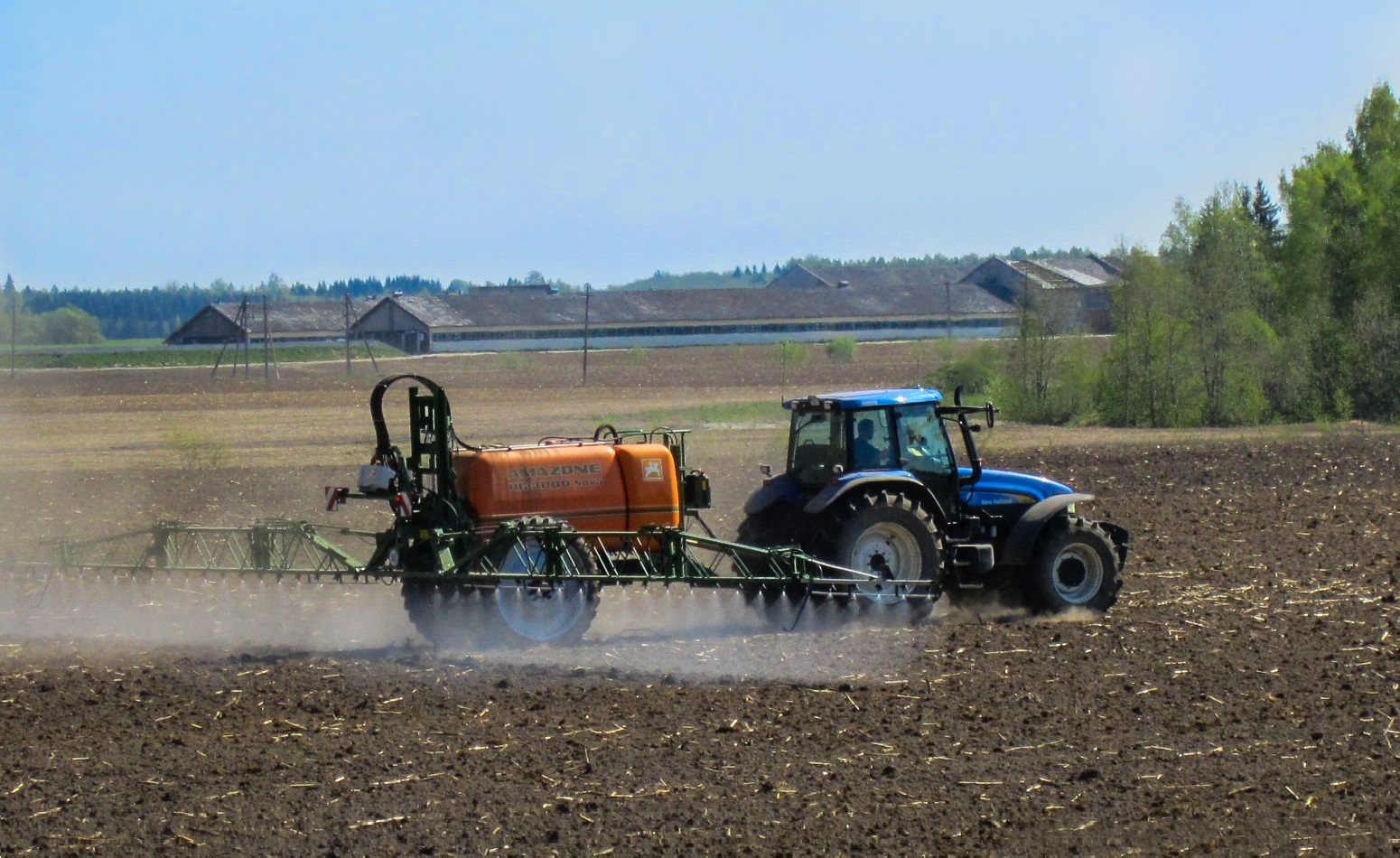
Обприскування пестицидами навесні.

Пестициди, які також називають Засобом захисту рослин (ЗЗР), є терміном, який використовується в нормативно-правових актах Європейського Союзу, і які складаються з кількох різних компонентів. Активний інгредієнт пестицидів називається «діючою речовиною», і ці активні речовини складаються з хімічних речовин або мікроорганізмів. Метою цих активних речовин є конкретна дія проти шкідливих для рослин організмів (стаття 2(2) Регламенту (ЄС) № 1107/2009). Іншими словами, діючі речовини — це діючі компоненти проти шкідників і хвороб рослин.
У Регламенті (ЄС) № 1107/2009 пестицид визначається на основі способу його використання. Таким чином, пестициди повинні відповідати певним критеріям, щоб називатися пестицидами. Серед іншого, критерії включають те, що вони або захищають рослини від шкідливих організмів - шляхом знищення або іншим способом запобігання завданню шкоди організму, що вони посилюють природну здатність рослин захищатися від цих шкідливих організмів, або що вони вбивають конкуруючих організмів. рослини, такі як бур'яни.
У Європейському Союзі для схвалення та авторизації пестицидів використовується дворівневий підхід. По-перше, перш ніж справжній пестицид можна буде розробити та поставити на європейський ринок, діюча речовина пестициду має бути схвалена для Європейського Союзу. Лише після схвалення діючої речовини в окремих державах-членах може розпочатися процедура схвалення засобу захисту рослин (ЗЗР). У разі схвалення існує програма моніторингу, щоб переконатися, що залишки пестицидів у харчових продуктах є нижчими за межі, встановлені Європейським органом з безпеки харчових продуктів (EFSA).
Використання ЗЗР (тобто пестицидів) у Європейському Союзі (ЄС) регулюється Регламентом № 1107/2009 про засоби захисту рослин у співпраці з іншими регламентами та директивами ЄС (наприклад, регламентом щодо максимальних рівнів залишків у продуктах харчування ( MRL); Регламент (ЄС) № 396/2005, і Директива щодо сталого використання пестицидів; 2009/128/ЄС).
Ці нормативні документи створені для забезпечення безпечного використання пестицидів у ЄС щодо здоров'я людини та екологічної стійкости. Відповідальними органами в ЄС, що займаються регулюванням пестицидів, є Європейська комісія, Європейське агентство з безпеки харчових продуктів (EFSA), Європейське агентство хімічних речовин (ECHA); співпрацюючи з державами-членами ЄС. Крім того, важливими зацікавленими сторонами є компанії-виробники хімічних речовин, які розробляють ЗЗР та активні речовини, які повинні бути оцінені регуляторними органами, згаданими вище.
16 березня 2018 року речник Консервативної партії з питань сільського господарства Антея Макінтайр та її колега Деніел Далтон були призначені до спеціального комітету Європейського парламенту з пестицидів. Комітет, який засідає протягом дев’яти місяців, розглядатиме наукову оцінку гліфосату, найпоширенішого у світі засобу для знищення бур’янів, ліцензію на який ЄС переоформив на п’ять років у грудні після місяців невизначености. Вони також розглянуть ширші питання щодо дозволу на використання пестицидів.

## Порядок затвердження діючої речовини
У ЄС існує детальна процедура (Регламент (ЄС) № 1107/2009), щоб оцінити, чи вважається активна речовина безпечною для здоров’я людини та навколишнього середовища. Процедура схвалення нових речовин складається з наступних кроків.

### Подача заявки та досьє
Перший крок вимагає, щоб заявник (компанія або асоціація виробників) подав досьє до держави-члена (називається державою-членом-доповідачем), щоб попросити дозвіл перед розміщенням активної речовини на ринку. Заявка повинна містити підтверджуючі наукові дані та дослідження (тобто токсикологічну та екотоксикологічну значущість метаболітів, допустимий рівень експозиції оператора (AOEL), допустиме добове споживання (ADI), тестування на генотоксичність тощо (Стаття 4 та Додаток II Регламенту (ЄС) № 1107/2009) і Регламент (ЄС) № 283/2013).

### Оцінка держави-члена-доповідача
Держава-член, що доповідає, оцінює заявку та протягом 45 днів повідомляє (ст. 9(1) Регламенту (ЄС) № 1107/2009) заявника, який подав досьє. Крім того, вони перевірять, чи повне досьє. Якщо елементи відсутні, заявник має 3 місяці, щоб заповнити досьє, інакше заявка не вважається прийнятною.
Якщо досьє вважається прийнятним, держава-член-доповідач повідомить заявника та компетентні органи (інші держави-члени, EFSA та Європейську комісію) і розпочне оцінку діючої речовини. Потім заявник надішле досьє до трьох згаданих органів. Крім того, EFSA створить короткий виклад досьє та оприлюднить його для громадськости.

## Проєкт звіту про оцінку від держави-члена-доповідача
Протягом 12 місяців після повідомлення про прийнятність, держава-член-доповідач готує проєкт звіту про оцінку. Цей звіт має на меті перевірити, чи відповідає активна речовина критеріям затвердження, перерахованим у Регламенті. Цей звіт подається до Європейської комісії та EFSA. Якщо потрібна додаткова інформація, держава-член-доповідач встановлює період максимум 6 місяців для подання переглянутої заявки. Крім того, необхідно поінформувати Європейську комісію та EFSA (ст. 11 Регламенту (ЄС) № 1107/2009).

### Експертна перевірка Європейським органом з безпеки харчових продуктів і висновок
Відділ пестицидів Європейське агентство з безпечности харчових продуктів відповідає за експертну перевірку оцінки ризику активних речовин. EFSA має надати висновок про те, чи відповідає діюча речовина критеріям для схвалення.
Коли EFSA отримає проєкт звіту про оцінку від держави-члена-доповідача, звіт буде надісланий іншим державам-членам і заявнику протягом 30 днів після його отримання, і він має бути доступним для громадськости (ст. 12). Регламент (ЄС) № 1107/2009).
Заявник, держава-член і громадськість мають 60 днів для надання коментарів. Після цього EFSA має 120 днів, щоб подати висновок і направити його заявнику, державам-членам і Європейській комісії. EFSA також оприлюднить висновок для громадськости (ст. 12 Регламенту (ЄС) № 1107/2009).
Після висновку EFSA Європейська комісія представляє звіт про перегляд Постійного комітету з харчового ланцюга та здоров’я тварин. Цей постійний комітет голосує за схвалення чи несхвалення діючої речовини.

## Публікація
На підставі звіту про перевірку буде прийнято Регламент відповідно до остаточного рішення (тобто, чи речовина схвалена, не схвалена, чи заявку слід змінити).
Усі схвалені діючі речовини включено до Офіційного віснику Європейського Союзу, який містить перелік діючих речовин, які вже були схвалені (Додаток I Директиви 98/8/ЄС). Згодом Європейська комісія має завдання керувати та оновлювати перелік дозволених активних речовин, який доступний для громадськости в Інтернеті.

### Поновлення схвалення діючих речовин
Активні речовини можуть бути схвалені максимум на 15 років. Цей період схвалення пропорційний ризикам, пов’язаним із використанням цих речовин.
Однак, якщо Європейська комісія вважає діючу речовину необхідною, вона може бути схвалена максимум на 5 років, навіть якщо не всі критерії схвалення Регламенту (ЄС) № 1107/2009 виконуються.
Під час поновлення будуть враховані нові знання щодо діючої речовини.

## Порядок затвердження засобів захисту рослин
Процедура подання заявки на отримання дозволу на ЗЗР починається із заявника, який бажає виробляти ЗЗР. Дозвіл на продукт необхідно отримати від кожної держави-члена, до якої заявник хоче продавати продукт.
Процедура та вимоги для авторизації ЗЗР пояснюються нижче.

### Вимоги та зміст
Дозвіл на використання ЗЗР, його використання та розміщення на ринку здійснюється державами-членами. Для цього ЗЗР має відповідати певним вимогам:
- Науково-технічні знання його діючих речовин, синергістів, антидотів, коформулянтів.
- Наукові знання щодо токсикологічних, екотоксикологічних та екологічних аспектів. Наприклад, необхідні екотоксикологічні дані включають, серед іншого, гостру токсичність для риб, водних безхребетних або вплив на водні водорості та макрофіти. Він також включає дослідження дощових черв’яків та інших наземних видів (ст. 29(1) і (2) Регламенту (ЄС) № 1107/2009[1] і Регламент (ЄС) № 284/2013[8]).
- Технічні знання, включаючи виробництво, використання, зберігання та поводження із залишками.

Крім того, в дозволі необхідно визначити елементи, в яких може використовуватися ЗЗР. Сюди входять, серед іншого, несільськогосподарські території, рослинна продукція або рослини та їх призначення. Інша інформація, яку можна включити, охоплює максимальну дозу на гектар при кожному окремому застосуванні, період часу між останнім застосуванням і збиранням урожаю, а також максимальну кількість застосувань щороку.
Термін дії дозволу на ЗЗР не повинен перевищувати одного року, починаючи з дати закінчення терміну дії дозволу на активні речовини, синергисти та антидоти, що містяться в ЗЗР. Може бути надано повторну оцінку подібного ЗЗР для порівняльної оцінки, що містить кандидати на заміну.

## Процедура авторизації засобу захисту рослин (пестицидів)
Сама заява на авторизацію містить багато частин, і в ній, перш за все, має бути чітко вказано, де і як слід застосовувати ЗЗР. По-друге, самі заявники повинні вказати, яка держава-член, за якою вони бажають, проводила б оцінку ЗЗР. Якщо ЗЗР раніше було оцінено в іншій державі-члені, слід додати копію висновків цієї оцінки. Крім того, до заявки необхідно додати кілька досьє, які містять, серед іншого, екотоксикологічні дані (див. розділ «Вимоги та зміст» вище). Потрібне одне досьє для самого ЗЗР та по одному для кожного активного інгредієнта ЗЗР. Заявник також повинен надати проєкт етикетки продукту, де чітко вказано позначки небезпеки, необхідні для конкретного продукту. Є ще кілька речей, які має містити додаток. Більш детально це описано в ст. 33-35 Регламенту (ЄС) № 1107/2009.
Держава-член, яка оцінює ЗЗР, повинна провести об’єктивну оцінку та дозволити іншим державам-членам висловити свою думку. Результатом оцінки є дозвіл або відхилення ЗЗР. Ця оцінка враховує багато речей. Серед іншого, держава-член спеціально розглядає всі інгредієнти в ЗЗР і оцінює, чи дозволені вони для такого типу використання чи ні. Крім того, вони перевіряють, чи обмежені ризики, пов’язані з ЗЗР, без шкоди для функціонування продукту. Якщо ЗЗР отримує дозвіл, він часто має певні обмеження щодо розповсюдження та використання, як зазначено у «Вимогах і змісті» вище, з метою захисту здоров’я людини та навколишнього середовища. Якщо буде показано, що ЗЗР становить неприйнятний ризик для людей або природи, це не дозволено. Незалежно від того, що вирішить держава-член, вона повинна обґрунтувати результати оцінювання в документі та надати його як заявнику, який шукає дозвіл, так і Європейській комісії (ст. 36-38 Регламенту (ЄС) № 1107/2009).

### Взаємне визнання
Компанія або організація, яка має дійсний дозвіл на ЗЗР, може подати заявку на взаємне визнання та отримати схвалення для таких продуктів з однаковим використанням(ями) у подібних сільськогосподарських умовах.
Вимоги, зміст і процедури визнання викладені в статтях 40-42 Регламенту (ЄС) 1107/2009.
Взаємне визнання може бути застосоване лише за наявности існуючого дозволу на ЗЗР в іншій державі-члені. Заявки можна подати через Систему керування застосуванням засобів захисту рослин для продуктів, авторизованих через систему.
Деякі частини процедури подання заявки управляються та обробляються за межами Системи керування застосуванням засобів захисту рослин за допомогою ручних або електронних процесів у державах-членах.
Система управління застосуванням засобів захисту рослин – це онлайн-інструмент, який, як вважають, дозволить галузевим користувачам створювати заявки на ЗЗР і подавати їх до держав-членів для оцінки та авторизації. Цілями системи є: допомога в узгодженні формальних вимог до заявок між державами-членами, сприяння взаємному визнанню авторизацій між державами-членами з метою прискорення виходу на ринок, покращення управління оцінкою процесу авторизації, а також забезпечення правильного своєчасне інформування зацікавлених сторін.

## Поновлення, відкликання та внесення змін
Після повторного схвалення активної речовини для використання всі ЗЗР, що містять цю діючу речовину, також мають бути повторно схвалені протягом трьох місяців. Якщо заявники не подадуть повторну заявку, їхній дозвіл на продукт втрачає силу відповідно до ст. 32. У разі закінчення терміну придатности ЗЗР дозволяється залишатися на ринку для продажу до шести місяців, а зберігати та утилізувати – до року. Щоб повторно подати заявку на отримання дозволу, заявник повинен надати Звіт про оцінку поновлення, який повинен містити будь-які нещодавно подані дані, що підтверджують повторне схвалення, а також вихідні дані, якщо вони все ще актуальні. Держави-члени також проводять цю оцінку, але в майбутньому це буде зроблено через Системи управління застосуванням засобів захисту рослин. Будь-який власник авторизації може в будь-який час відкликати або змінити свою заявку, але має бути зазначено причину. Якщо є серйозні занепокоєння щодо здоров’я людей, тварин та/або навколишнього середовища, ЗЗР слід негайно вилучити з ринку. Відкликання також може бути зроблено на основі неправдивої інформації та інформації, що вводить в оману, та/або вдосконалення наукових і технологічних знань. Усю інформацію про поновлення, зміну та відкликання можна знайти в ст. 43 - 46 Регламенту 1107/2009.

## Особливі випадки
Якщо всі діючі речовини в продукті вважаються діючими речовинами з низьким рівнем ризику, ЗЗР буде схвалено як ЗЗР з низьким рівнем ризику, за винятком того, що необхідні заходи щодо зниження ризику. Заявник ЗЗР повинен продемонструвати відповідність усім критеріям ЗЗР з низьким рівнем ризику (ст. 47 Регламенту (ЄС) № 1107/2009). Серед іншого, критерії розгляду активних речовин із низьким рівнем ризику включають відсутність класифікації як мутагенних, канцерогенних, токсичних для репродукції, дуже токсичних або токсичних. Крім того, вони не повинні бути стійкими, вважатися ендокринними руйнівниками або мати нейротоксичні чи імунотоксичні властивости (Стаття 47 і Додаток II Регламенту (ЄС) № 1107/2009).
Заявників заохочують скористатися цим особливим випадком через подовжену тривалість схвалення на 15 років і можливість прискореного дозволу за 120 днів замість одного року, щоб полегшити розміщення на ринку таких ЗЗП.
Продукти захисту рослин, що містять генетично модифіковані організми, також перевірятимуться відповідно до Директиви 2001/18/ЄС щодо навмисного випуску генетично модифікованих організмів у навколишнє середовище. Дозвіл буде надано лише після схвалення письмової згоди з посиланням на цю Директиву (ст. 48 Регламенту (ЄС) № 1107/2009).
Використання та розміщення на ринку насіння, обробленого ЗЗР, регулюється ст. 49 Регламенту (ЄС) № 1107/2009  і не буде заборонено, якщо дозвіл надано принаймні однією іншою державою-членом. Але якщо є серйозне занепокоєння щодо того, що ЗЗР із обробленого насіння становлять серйозний ризик для тварин, людей або навколишнього середовища, а відповідні заходи пом’якшення не доступні, заходи будуть вжиті негайно, тобто обмеження або заборона використання відповідних ЗЗР.
Для ППП, що містять кандидати на заміну, буде проведено порівняльну оцінку. Дозвіл не буде надано, якщо оцінка ризиків і вигод прийде до висновку, що – серед іншого – заміна ЗЗР є значно безпечнішою для навколишнього середовища, людей і тварин і не є економічно чи практично невигідною (ст. 50 Регламенту (ЄС) № 1107/2009).
Заявник може подати запит на розширення на незначне використання ПЗП (ст. 51 Регламенту (ЄС) № 1107/2009). Ця процедура є спрощеним способом авторизації ЗЗР. Списки видів незначного використання в конкретній державі-члені надаються Європейською базою даних про незначне використання (EUMUDA).
ЗЗР, уже затверджене в одній державі-члені, буде дозволено для паралельної торгівлі, таким чином, впровадження, розміщення на ринку та використання в іншій державі-члені. Слідуючи ст. 52 Регламенту (ЄС) № 1107/2009, заявку буде дозволено – за умови, що заявник продемонструє, що ЗЗР відповідає вимогам бути ідентичним уже авторизованому.

## Відступ
Частково скасувавши статтю 28, яка зазначає, що ЗЗР не буде продаватися або використовуватися в державі-члені без дозволу, відступ зазначає, що таке ЗЗР може використовуватися в обмежених і контрольованих умовах, якщо це є необхідним. Держава-член, яка дозволила такий продукт, повідомить інші держави-члени з детальною інформацією, яка призвела до такого рішення. Це може бути для цілей дослідження та розробки (ст. 53, 54 Регламенту (ЄС) № 1107/2009).

### Використання та інформація
Щоб переконатися, що ЗЗР обробляються належним чином, власник дозволу на такий продукт повинен надати значну кількість інформації (ст. 56 Регламенту (ЄС) № 1107/2009). Нову інформацію про потенційний шкідливий вплив на здоров’я людини або тварин щодо самого ЗЗР, його активних речовин, будь-яких пов’язаних метаболітів, антидотів або коформулянтів слід негайно повідомити державі-члену(ам), яка надала дозвіл. У такому випадку перша держава-член у зоні, яка надала дозвіл на продукт, має оцінити та оцінити цю інформацію та прийняти рішення про вилучення продукту чи зміну умов його використання. Ця ж держава-член також відповідає за передачу цієї інформації іншим державам-членам, які можуть бути стурбовані.
Інформація про дозволені до використання або вилучені ЗЗР також має бути доступною для громадськости в електронному вигляді та оновлюватися кожні три місяці. Ця інформація повинна включати щонайменше назву компанії власника дозволу на продукт, торгову назву продукту, його тип препарату, його склад, його дозволене використання (включаючи незначне використання) і його класифікацію безпеки. Крім того, інформація про відкликання дозволу на продукт має надаватися громадськости, якщо це пов’язано з проблемами безпеки.

## Моніторинг засобів захисту рослин

### Моніторинг залишків пестицидів у харчових продуктах
Для захисту здоров’я людини та навколишнього середовища моніторинг залишків ЗЗР у продуктах харчування є вирішальним кроком. За допомогою цього процесу ЄС може перевірити прогноз безпечного використання відповідних ЗЗП.
У вересні 2008 року Європейський Союз видав нові та переглянуті максимально допустимі залишки (MRL) у рослинах для приблизно 1100 пестицидів, які коли-небудь використовувалися у світі. Перегляд мав на меті спростити попередню систему, згідно з якою певні залишки пестицидів регулювалися Комісією, інші регулювалися державами-членами, а інші не регулювалися взагалі.

### Як здійснюється моніторинг максимальних рівнів залишків
Моніторинг визначених максимальних рівнів залишків (MRL) пестицидів у продуктах харчування є обов’язком відповідальних органів держав-членів. Окрім національних програм моніторингу, усі країни, що звітують, мають здійснювати моніторинг та аналіз харчових продуктів і дитячого харчування на основі оброблених пластівців відповідно до Регламенту ((ЄС) № 400/2014) для Європейської програми моніторингу.
Щорічно EFSA моделює та оцінює ризик залишків пестицидів у продуктах харчування. У цьому процесі аналізуються сценарії короткочасного (гострого) опромінення та тривалого (хронічного) опромінення.
Оцінка ризику, заснована на короткочасному впливі, включає в основному порівняння передбачуваного поглинання та/або впливу залишків пестицидів через їжу за короткий період часу (один прийом їжі або протягом 24 годин). Оцінка хронічного ризику – це передбачувані рівні поглинання та/або впливу залишків пестицидів через їжу протягом тривалого періоду (передбачуваного життя людини). Оцінені дані розрахункових моделей порівнюються з експериментальними даними (екотоксикологічні довідкові дані) щодо гострої та хронічної токсичности, щоб встановити безпечний рівень для здоров’я людини. Немає великої ймовірности ризику для здоров'я споживачів, якщо змодельовані значення рівні або нижчі за довідкові дані. Моделювання починається з консервативного підходу (наприклад, споживачі не миють та/або не варять продукти), що може призвести до переоцінки фактичної токсичности відповідного пестициду.

### Результати нещодавнього (2015) моніторингу максимального рівня залишків
Нещодавні результати Європейської програми моніторингу були представлені EFSA (Звіт Європейського Союзу про залишки пестицидів у продуктах харчування за 2015 рік). Дані були зібрані відповідальними органами держав-членів і згодом оцінені та проаналізовані EFSA.
Дивлячись на рівні залишків пестицидів, EFSA порівняло проаналізовані зразки з максимальними значеннями рівня залишків, раніше встановленими Європейською комісією. Зразки були взяті з 11 різних харчових продуктів (баклажани, банани, брокколі, оливкова олія першого віджиму, апельсиновий сік, горошок без стручків, солодкий перець, столовий виноград, пшениця, вершкове масло та яйця).
Зразки були зібрані з харчових продуктів, вироблених як в межах ЄС, так і за його межами, а пестициди, які були проаналізовані, включали сполуки, які заборонені в ЄС (наприклад, дихлофос).
У 97,2% зразків рівні залишків були нижчими від визначеного максимального ліміту залишків. У 53,3% зразків виявлені залишки не були виявлені, тоді як 43,9% містили залишки, але не перевищували ГДК, а 2,8% містили залишки, що перевищували ГДК. Країни, які надають дані в EFSA, проаналізували загалом 84 341 зразок на 774 різні пестициди, які відрізнялися між країнами та місцями тестування.
EFSA дійшло висновку, що існує незначний ризик короткочасного (гострого) впливу залишків пестицидів у харчових продуктах, і в цілому низький ризик для наслідків для здоров’я людини.
Оцінка тривалого (хронічного) впливу показала, що розрахунковий вплив не перевищував допустимих значень щоденного споживання (ADI) для жодного з протестованих пестицидів, за винятком дихлофосу, який заборонено використовувати як пестицид в ЄС.

### Моніторинг пестицидів у довкіллі
Концентрація пестицидів разом з іншими хімічними речовинами, які становлять значний ризик для навколишнього середовища або здоров’я людини, у поверхневих водах Європейського Союзу обмежена екологічними стандартами якости. Вони визначені в Директиві про стандарти якости навколишнього середовища у сфері водної політики. Ця Директива охоплює загалом 45 пріоритетних речовин, як визначено Водною рамковою директивою та 8 додаткових забруднюючих речовин. Стандарти якости навколишнього середовища встановлюють межі середньорічної концентрації, а також максимально допустимі концентрації для короткочасного впливу та розрізняють внутрішні поверхневі води (річки та озера) та інші поверхневі води (перехідні, прибережні та територіальні води). Відповідальністю держав-членів є створення програм моніторингу стандартів якости навколишнього середовища та включення їх у плани управління річковими басейнами.
Директива про стандарти якости навколишнього середовища була змінена Директивою 2013/39/ЄС, щоб створити контрольний список речовин для моніторингу та майбутнього визначення пріоритетів, який містить до 10 речовин, серед яких три фармацевтичні речовини (диклофенак, 17-бета-естрадіол (E2) і 17-альфа-етинілестрадіол (EE2)).
Пестициди, включені до Директиви про екологічні стандарти якости, значною мірою заборонені та не використовуються в Європі. Повідомлені дані мізерні через географічне поширення та велику кількість різних хімічних речовин, які використовуються як пестициди в сільському господарстві. Проте в Європейському Союзі існує безліч програм моніторингу пестицидів, незалежно від нормативно-правової бази ЄС. Огляд органічних хімікатів (включаючи пестициди) у поверхневих водах Європи в 2014 році зробив висновок, що існує занепокоєння щодо гострих смертельних наслідків у 14% і щодо хронічних довгострокових наслідків у 42% із 4000 місць моніторингу.